# Марія Ібрагімова
Марія Ібрагімова (нар. 17 вересня 1996) — латвійська футболістка, воротар.

## Клубна кар'єра
Футболом розпочала займатися на батьківщині. До 2017 року виступала за столичну жіночу команду РФШ. У складі ризького клубу 4 рази виграла національний чемпіонат, завдяки чому клуб отримав можливість виступати на міжнародній арені. У Лізі чемпіонів дебютувала 9 серпня 2014 року в програному (0:11) поєдинку проти турецького «Конак Беледієспор». Ібрагімова вийшла на поле в стартовому складі та відіграла увесь матч. У Лізі чемпіонів зіграла 15 матчів.
У сезоні 2017/18 років виступала за італійську команду «Апулія Трані».
Влітку 2018 року перебралася до України, де уклала договір з «Єдністю-ШВСМ». У футболці команди з Плисок дебютувала 8 вересня 2018 року в програному (1:3) поєдинку 5-о туру Вищої ліги проти харківського «Житлобуду-1». Марія вийшла на поле в стартовому складі та відіграла увесь матч. У Вищій лізі провела 6 поєдинків, після чого залишила український клуб.
У 2018 році повернулася до РФШ, з яким ще двічі виграла латвійський чемпіонат.

## Кар'єра в збірній
З юних років предсталяла Латвію на міжнародній арені. У футболці дівочої збірної Латвії WU-17 дебютувала 15 жовтня 2011 року в програному (0:6) поєдинку дівочого чемпіонату Європи (U-17) проти господарок турніру, Польщі. Марія вийшла на поле в стартовому складі та відіграла увесь матч. У складі збірної WU-17 зіграла 5 матчів.
У складі жіночої молодіжної збірної Латвії (WU-19) вперше вийшла 21 вересня 2013 року в програному (0:3) поєдинку домашнього чемпіонату Європи 2013 року проти збірної України. Ібрагімова вийшла на поле в стартовому складі та відіграла увесь матч. У складі збірної WU-19 зіграла 5 матчів.
У футболці національної збірної Латвії дебютувала 4 квітня 2015 року в програному (3:4) виїзному поєдинку чемпіонату Європи проти Люксембургу. Марія вийшла на поле в стартовому складі та відіграла увесь матч.

## Досягнення
РФШ
- Чемпіонат Латвії
  -  Чемпіон (5): 2014, 2015, 2016, 2017, 2018
  -  Срібний призер (1): 2019